# ФК Токушима вортис
Токушима вортис (јап. 徳島ヴォルティス) јапански је фудбалски клуб из Токушиме.

## Име
- ФК Оцука (јап. 大塚製薬工場サッカー同好会, 1955—1988)
- ФК Оцука (јап. 大塚製薬サッカー部, 1988—1993)
- ФК Оцука вортис Токушима (јап. 大塚FCヴォルティス徳島, 1994—1998)
- ФК Оцука (јап. 大塚製薬サッカー部, 1999—2004)
- ФК Токушима вортис (јап. 徳島ヴォルティス, 2005—)

## Успеси
Првенство
- Фудбалска лига Шикокуа: 1978, 1979, 1981, 1989.
- Фудбалска лига Јапана: 2003, 2004.
- Џеј 2 лига: 2020.